# Edadil Kadin
Edadil Kadin (turco ottomano: ادادل قادین, lett. "cuore elegante"; Abcasia, 1845 – Istanbul, 12 dicembre 1875) è stata una principessa abcasa, seconda consorte del sultano ottomano Abdülaziz.

## Origini
Edadil nacque in Abcasia nel 1845, nella famiglia principesca degli Aredba. Suo padre era il principe Tandal Bey e aveva almeno un fratello.  
Da bambina venne mandata a Istanbul alla corte ottomana, dove entrò a servizio di Adile Sultan, figlia di Mahmud II e sorellastra di Abdülmecid I e Abdülaziz.  
Era descritta come bella, coi capelli castani e occhi azzurri. 

## Consorte imperiale
Edadil venne presentata ad Abdülaziz nel 1861, in occasione della sua salita al trono. Il loro incontro fu organizzato da Adile Sultan, la quale voleva tentare di riavvicinarsi al fratello, con cui non era in buoni rapporti. 
Edadil piacque molto al nuovo sultano, che la prese come consorte poco dopo, col rango di "Seconda Kadın" e il titolo di Edadil Kadin. Ebbero un figlio, che Adile Sultan celebrò con numerosi componimenti poetici, e una figlia morta a un anno. 

## Morte
Edadil morì il 12 dicembre 1875 a Palazzo Dolmabahçe, a causa del dolore provato dalla morte prematura di suo fratello. Venne sepolta nel mausoleo Mahmud II. 

## Discendenza
Da Abdülaziz, Edadil Kadin ebbe un figlio e una figlia:
- Şehzade Mahmud Celaleddin (14 novembre 1862 - 1 settembre 1888). Fu vice ammiraglio, pianista e flautista. Era il nipote favorito di Adile Sultan, che gli dedicò diversi componenti poetici. Ebbe una consorte ma nessun figlio.
- Emine Sultan (30 novembre 1866 - 23 gennaio 1867). Nata e morta a Palazzo Dolmabahçe. Sepolta nel mausoleo Mahmud II.